# Czczy parlament
Czczy Parlament, który obradował w roku 1614, był drugim parlamentem Anglii zwołanym za panowania Jakuba I. Jak sugeruje jego nazwa, do niczego nie doprowadził. Nie udało się rozwiązać konfliktu między królem, który pragnął zebrać 65 tysięcy funtów darowizny, a Izbą Gmin, która nie zgadzała się na kolejne podatki. Po niemal ośmiu tygodniach obrad Jakub I rozwiązał parlament.

## Przyczyny porażki
Porażka Czczego Parlamentu wynikała głównie z nastawienia Jakuba I do Izby Gmin. Jego bezwarunkowe przekonanie, że król odpowiada za swoje czyny tylko przed Bogiem, zirytowała posłów. Ponadto, Izba Gmin nie widziała powodów do złożenia darowizny, jako że i tak zgodziła się w ramach Wielkiego Kontraktu, by coroczne wpływy do skarbca wynosiły 200 tysięcy funtów. Problemy finansowe króla uznawane były za wynik jego rozrzutności.